# Cleome socotrana
Cleome socotrana là một loài thực vật có hoa trong họ Màng màng. Loài này được Balf.f. mô tả khoa học đầu tiên năm 1882.